# Biblioteca Nacional de Senegal
La Biblioteca Nacional de Senegal (en francés: Bibliothèque nationale du Sénégal) es la biblioteca nacional de Senegal. La biblioteca está localizada en la ciudad capital de Dakar.

## Historia

### Bibliotecas de Senegal
Desde 1993, Senegal tiene tres bibliotecas que tiene funciones de biblioteca nacional: la biblioteca de los Archivos Nacionales de Senegal (fundado en1913), la biblioteca del Instituto Fundamental del África Negra (fundado en 1938) y la biblioteca del Centro de Investigación y Documentación (fundado en 1944). El depósito legal sé estableció en 1976 por el decreto N.º 76-493.

### Establecimiento de la biblioteca nacional
La biblioteca nacional se estableció el 15 de abril de 2002 mediante la ley N.º 2002-17 por la Asamblea Nacional de Senegal.